# Municipio de Xochiapulco
El Municipio de Xochiapulco se localiza en la Sierra Norte del Estado de Puebla, México. Se ubica a 192 km de la Ciudad de Puebla de Zaragoza. Sus coordenadas geográficas son los paralelos 19.º 47' 36" y 19º 37' 06" de latitud Norte, y los meridianos 97° 37' 6" y 96° 46' de longitud Oeste. La Villa del Cinco de Mayo se ubica en las coordenadas 19° 50′ N y 97° 39′ W. La palabra Xochiapulco proviene de las raíces náhuatl Xóchitl - Flor- y Apulco - que es el nombre del río que pasa a orillas del municipio y uno de los más caudalosos de la región-, por lo que significa "Flor del Apulco".
El municipio cuenta con 4,306 habitantes y 956 viviendas habitadas en este mismo periodo dentro del municipio.

## Historia
En el punto conocido como Tequextecoyan existen nomenclaturas talladas en algunas rocas, las cales forman una figura antropomorfa y varias líneas circulares concéntricas de origen aún no estudiado.
En el siglo XII hubo una inmigración Chichimeca, que fue dejando grupos como el de Tetela de Ocampo, el de Tetetilpan hoy Pueblo de Las Lomas y Tatoxcac en el municipio de Zacapoaxtla. Los inmigrantes chichimecas atravesaron el río que existe por estas regiones y que en su idioma náhuatl llamaron "Apolco" que castellanizado posteriormente se le dio el nombre de "Apulco", como al oriente de dicho río existe una meseta en donde abundaba una hierba de flor amarilla pequeña pero muy llamativa, le dieron en su idioma el nombre compuesto de "Xochi-apolco".
El 30 de noviembre de 1855 fue fundado el pueblo de Xochiapulco en los terrenos de lo que fue la Hacienda de La Manzanilla y el Rancho Xochiapulco, propiedad que fue de la familia Salgado de Zacapoaxtla.
Desde su creación como tal en 1855 perteneció territorialmente y administrativamente al Distrito de Zacapoaxtla, hasta 1870 en que es segregado de ese distrito anexándose al de Tetela de Ocampo. Tras esa anexión se encontraba la fuerte convicción ideológica liberal de Xochiapulco que simpatizaba con la de la Villa de Tetela de Ocampo.
El 3 de mayo de 1862 una columna de milicianos (aproximadamente 50 hombres) de la Municipalidad de Xochiapulco y del Distrito de Zacapoaxtla al mando del Coronel Juan N. Méndez se incorporan al 6o Batallón Guardia Nacional del Estado de Puebla. El 4 de mayo se reorganiza el contingente, dividiéndolo en 6 compañías. Las 4 primeras originarias de la Villa de Tetela de Ocampo, la 5a con la denominación oficial de 5a Compañía "Única" de la Guardia Nacional del Distrito de Zacapoaxtla (26 elementos) al mando del Capitán José María Huidobro y como 2o en Jefe el Capitán habilitado Manuel Molina y la 6a con la denominación de 6a Compañía "Única" de la Guardia Nacional de la Municipalidad de Xochiapulco (compuesta por 26 hombres) al mando del Capitán Juan Francisco Lucas y como 2o en Jefe el Capitán José Gabriel Valencia tomando parte de las glorias
obtenidas por dicho batallón en la memorable Batalla del 5 de mayo de 1862.
A principios de 1863 el Coronel Eduardo Santín de acuerdo con el General José María Maldonado, entonces Jefe Político y Comandante Militar del Distrito de Zacapoaxtla, reorganizan a los milicianos de la Municipalidad de Xochiapulco, formando el 6o Batallón Guardia Nacional de Xochiapulco, que desde junio de 1863 sería comandado por el entonces Teniente Coronel Juan Francisco Lucas y posteriormente, desde principios de 1865 por el Coronel Luis Antonio Díaz.
El 4 de diciembre de 1864 el General Fernando María Ortega, Gobernador y Comandante Militar del Estado de Puebla, legaliza la propiedad que ocupaban los habitantes de Xochiapulco desde 1855, otorgando el reconocimiento como Municipio y otorgando la categoría de Villa al poblado de Xochiapulco y la denominación de Cinco de Mayo, para conmemorar la participación de los 26 hombres originarios de dicho lugar en la memorable batalla. Denominándose desde ese momento Villa del Cinco de Mayo.
Durante el lapso comprendido desde 1865 a mediados de 1867 los hombres de Xochiapulco liderados por los valientes tetelenses asestarán duros golpes contra las fuerzas traidoras de Zacapoaxtla, Tlatlauquitepec, Libres, Ixtacamaxtitlán y del Estado de Tlaxcala.
A principios de junio de 1868 la población de Xochipulco se pronuncia en favor del movimiento acaudillado por el General Juan Francisco Lucas, en represión por el fraude electoral cometido contra el General Juan N. Méndez, al imponer el gobierno federal al periodista Rafael J. García como Gobernador de la entidad, el "2o Batallón Guardia Nacional de Xochiapulco" al mando del Coronel Luis Antonio Díaz se une inmediatamente.
De igual forma el 20 de noviembre de 1869 el Coronel Francisco Javier Arriaga se subleva en contra del gobierno de Benito Juárez, inmediatamente se une la población de Xochiapulco a la rebelión, hasta el 4 de junio de 1870 en que se firma la paz. Fruto de esa rebelión es la anexión de la Municipalidad de Xochiapulco al Distrito de Tetela de Ocampo.
A fines de 1871 se proclaman los líderes serranos en favor del Plan de La Noria en apoyo del General Porfirio Díaz inmediatamente los milicianos de Xochiapulco se unen al movimiento. Lo mismo harán los líderes serranos el 21 de febrero de 1876 proclamándose el Plan de Tuxtepec en Tetela de Ocampo, uniéndose diversas poblaciones de la entidad. por el difícil acceso a Xochiapulco, el General Juan N. Méndez en varias ocasiones instaló el Cuartel General de la Línea Política y Militar y del Cuerpo de Ejército de Oriente en dicha población.
Durante la Revolución Mexicana se unirán a los ideales de Francisco I. Madero, organizando el "Batallón Xochiapulco" al mando del teniente coronel Juan Francisco Ramírez, participando en diferentes combates de guerra, posteriormente se unen al constitucionalista y finalmente a la sublevación de Adolfo de la Huerta, reprimido dicho movimiento en casi toda la república, ante esta situación, los xochiapulquenses se retiran a Libres donde se acuartelan, con el fin de disolver dicho cuerpo, la Secretaría de Guerra y Marina comisiona al Coronel Gabriel Barrios para que con el 46o Batallón que él mismo comandaba reprimiesen el movimiento, logrando su cometido. Por la destacada participación de su antepasados en las guerras patrióticas, son conmutados de la pena señalada, sin embargo son distribuidos en diversos cuerpos de guerra.

## Geografía y clima

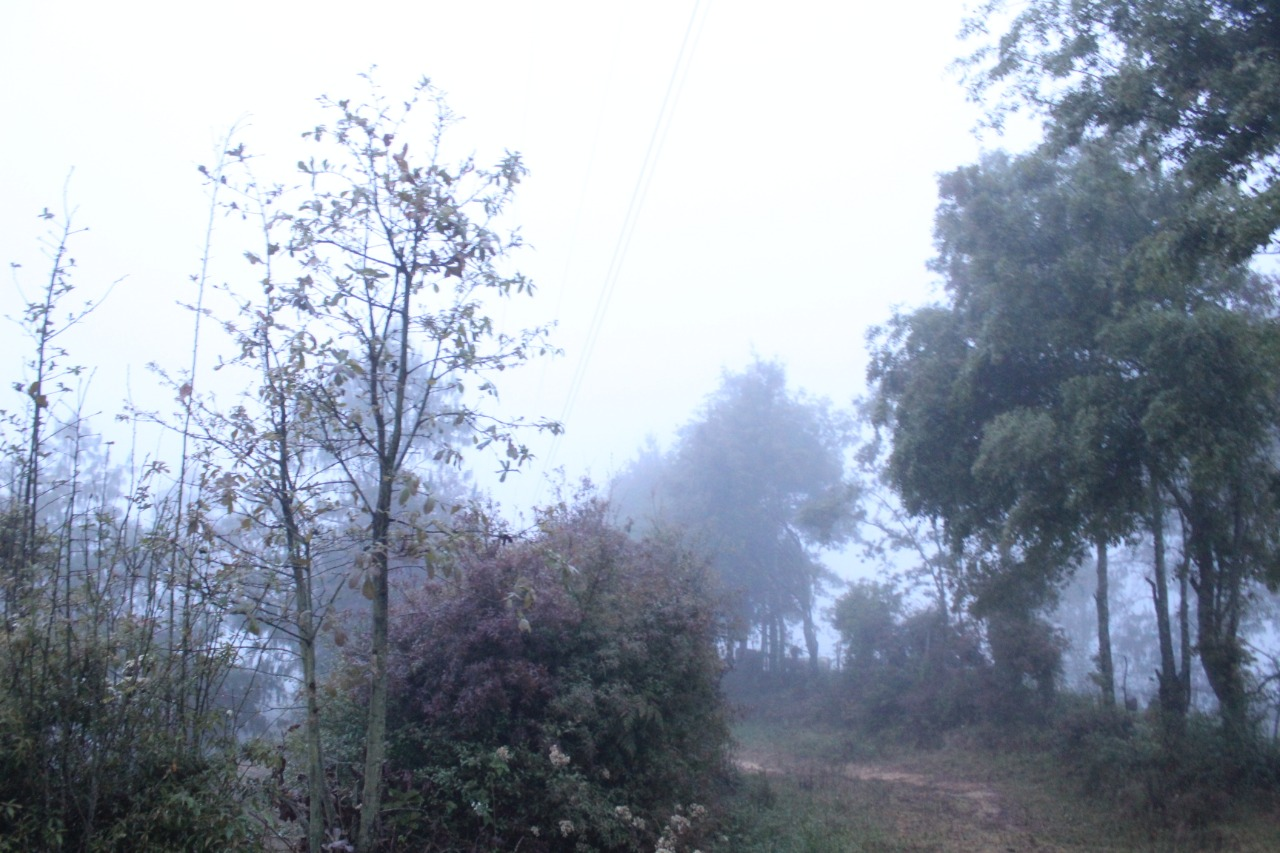
Clima del municipio

El municipio de Xochiapulco colinda al norte con el municipio de Xochitlán de Vicente Suárez, al este con el municipio de Zacapoaxtla, al sur con el de Zautla, y al oeste con  Tetela de Ocampo. Tiene una superficie de 110,99 km², que lo ubica en el lugar 144 en cuanto a extensión territorial se refiere con los demás municipios del Estado.
La Villa del 5 de mayo se ubica en un relieve accidentado en terreno accidentado dentro de las frías elevaciones del norte del estado, la Villa se encuentra ubicada dentro de un cerro llamado Tepetone el cual se extiende a lo largo de no más de 4 kilómetros n los cuales se localiza la población, en la región morfológica conocida como Sierra Norte o Sierra de Puebla, en plena Sierra Madre Oriental. El municipio presenta un relieve bastante accidentado, su topografía está determinada por sierras que cruzan de sur a norte, entre las que destacan la sierra que se levanta entre el río Apulco y el Zitlalcuautla al poniente del Municipio, y que lo recorre de sur a norte por más de 10 kilómetros, es una sierra elevada, con más de 1,000 metros de altura con respecto al nivel del río Apulco y con varias ramificaciones. Destaca el cerro Huayloma, su pico más alto. La larga sierra que recorre el oriente por más de 13 kilómetros iniciándose al norte en el cerro Caxtépetl y continuando por el municipio de Ixtacamaxtitlán; otros cerros que destacan son el Tzoquemecan, Tepichichil, Cuatecomaco, Xocuitonal, Taxcancuauco, Tepecuaco y Tomaquilo (Tetoxcac, Zacapoaxtla) Entre las sierras se identifican algunos estrechos valles intermontaños que son los labrados por el Zitalcuautla, el Apulco, el Chichilaco,  y en el que se asienta Cuaximaloyan. La altura del municipio oscila entre 2,860 y 1,340 metros sobre el nivel del mar. El clima se cataloga como templado y húmedo, en la cual se presentan lluvias frecuentes, así como formación de densos bancos de niebla que limitan la visibilidad. La vegetación se caracteriza por los bosques de encino, pino, oyamel, y cedro.

## Educación
En nivel preescolar cuenta con 11 escuelas de tipo formal, 2 indígenas y 1 tipo CONAFE, con una población de 250 alumnos aproximadamente. 
En nivel primaria, de tipo formal cuenta con 8 escuelas con 500 alumnos, de tipo indígena con 1 escuela y 60 alumnos y tipo CONAFE con 2 escuelas con 40 alumnos. Destacando en este rubro la Escuela Primaria "Manuel Pozos" con varias generaciones de xochiapulquenses en su existir.
En el nivel de Secundaria cuenta con 3 escuelas y una población de 250 alumnos. En la cabecera municipal se encuentra la Secundaria Técnica N° 23, la cual forja a los estudiantes con diferentes disciplinas tecnológicas.
En la Villa del 5 de mayo se encuentra la institución con mayor rango en el municipio: el Bachillerato General Oficial “Gral. Juan Francisco Lucas”, institución fundada en 2000. 
En el nivel de Bachillerato cuenta con 1 escuela con una población de 152 alumnos.

## Economía
La actividad económica del municipio es la suma de varias actividades productivas, siendo la principal la agrícola; predominando el cultivo de maíz, frijol y chicharo. 
En menor cantidad se plantan árboles de tipo frutal, como ciruela, manzana, durazno, pera, perón, aguacate, nuez, chile de cera  e higo.
La ganadería no es de aspecto comercial solo de hémela dentro de la población. 
Actualmente, estas actividades primarias se desarrollan en las localidades del municipio, en la cabecera solo se realiza  para consumo personal.  
Además se explota la madera de los bosques de la región serrana.
Dentro de la cabecera se realizan cotidianamente actividades comerciales de consumo, servicios y mercadeo de puestos informales. 
Asimismo, durante muchos años las remesas económicas de los paisanos radicados mayoritariamente en el estado americano de Nueva Jersey han contribuido a sostener la economía local en el ramo de bienes de consumo básico.

## Cultura
Las mujeres solían vestir tradicionalmente con faldas largas bordadas con listones de colores, blusa de labor de manta genuina bordadas con hilos de colores de algodón elaboradas artesanalmente. Completando la vestimenta con un rebozo de colores hechos de lana y huaraches cruzados. Los hombres cotidianamente usaban el famoso calzón y camisa de manta blanca, cotón de lana rústico en color negro y huaraches pata de gallo; completando su indumentaria con un sombrero de palma, morral,  machete y su cubierta atada a la cintura.

### Fiestas y tradiciones
Existen dos fiestas religiosas muy importantes, la primera es la del 11 de noviembre en honor a San Martín Caballero, se realizan misas en su honor, bautizos, comuniones, confirmaciones, se presentan varias danzas del municipio y de municipios invitados, procesiones y la visita de todas las personas creyentes. La segunda es la de la Virgen de Guadalupe que se festeja el 12 de diciembre en esta celebración, de igual manera, existe la participación de las danzas del municipio y de municipios invitados, procesión por las principales calles de la cabecera municipal y se realizan bailes populares para cerrar los festejos con broche de oro.
Históricamente, el municipio conmemora cada año los acontecimientos de la Batalla del 5 de mayo, realizando un desfile por las principales calles de la cabecera municipal. Al finalizar el mismo, los participantes acuden al auditorio "Héroes del 5 de Mayo" para presenciar un evento cívico social donde se pueden disfrutar de diferentes bailables y diversas actividades culturales,  donde las escuelas y sociedad en general participen de manera alegre.

### Gastronomía

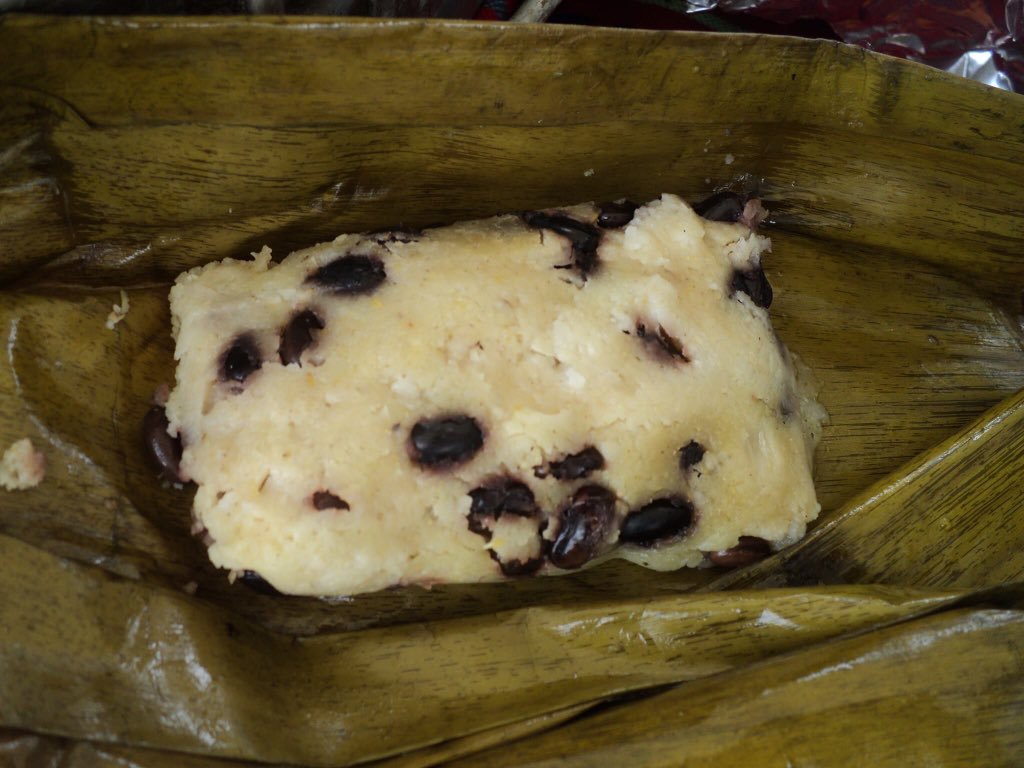
Tamal Pinto

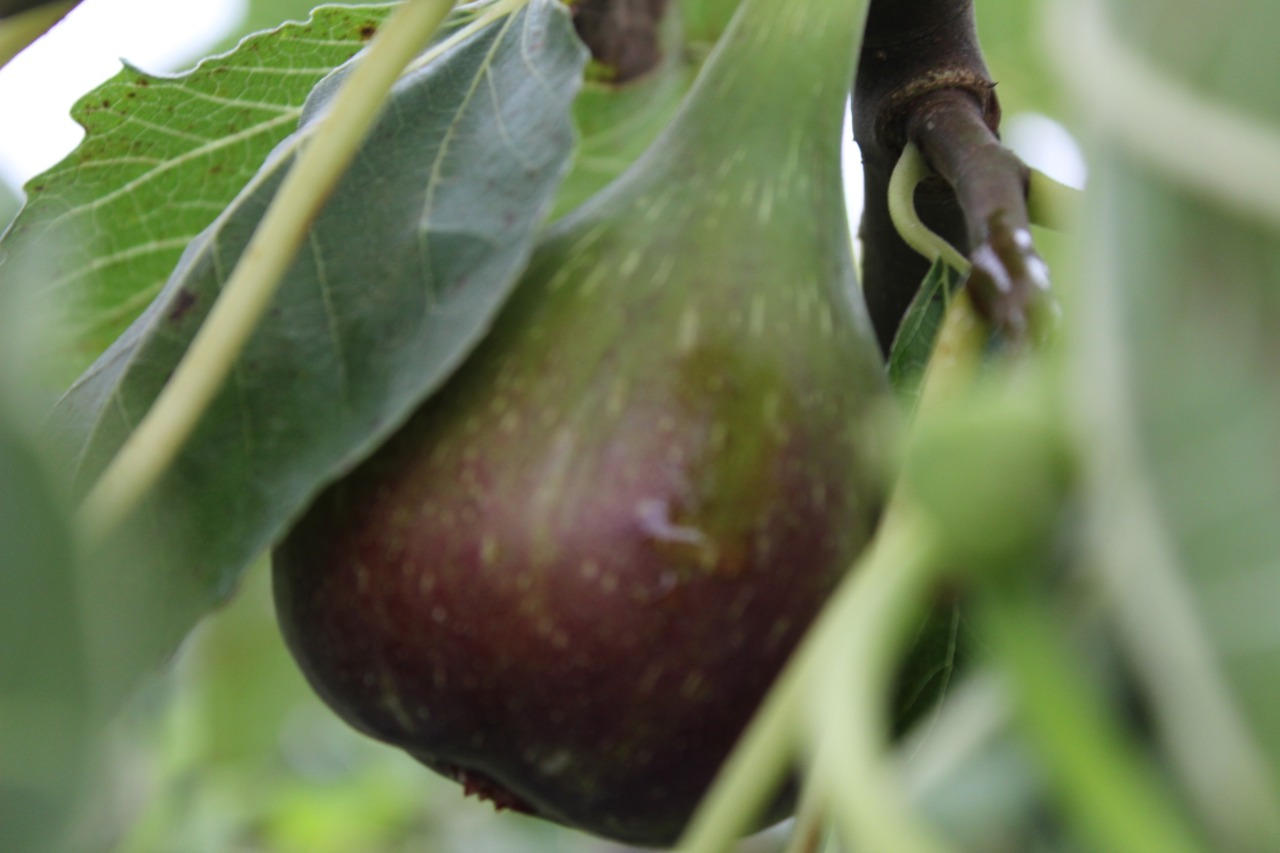
Planta de higo

Se elaboran diversos antojitos de la región como los tlayoyos, atole de maíz, atole agrio, dulce  de chilacayote, manjar, tortilla de maíz y trigo, el tradicional mole poblano con el toque casero  con  tipo de carne (pollo, guajolote  o cerdo), tamales de frijol con hoja de milpa mejor conocidos como "pintos" los cuales son elaborados con frijol mateado tierno revuelto con masa de maíz envueltos en hojas de maíz verde. En Semana Santa se elabora  la tradicional torta de camarón, mole picoso o dulce, nopales y chicharos. También se encuentran dulces como el higo cristalizado, durazno en almíbar, mermelada de ciruela y ate de manzana.  Las bebidas del municipio son el infaltable yolixpa y vinos de membrillo, capulín y ciruela.

### Arquitectura
La Villa dentro de las poblaciones que conforman la Sierra Norte es la más atípica, tanto en la vestimenta, población y configuración arquitectónica ya que del casco viejo de la Villa solo quedan una parte de lo que ahora es la Presidencia Municipal, una construcción que fungía como Hotel llamada la “Misión” y el ahora desaparecido templo de práctica “Protestante” que databa del siglo XIX; más actual pero sin dejar de pertenecer a la parte antigua de la Villa es la Casa del General Juan Francisco Lucas la cual se encuentra dentro del primer cuadro de la Villa la cual data de finales de finales del siglo XIX, continuando con el recorrido la Villa cuenta con uno de los diseños más modernos en cuanto a estratificación se refiere ya que las calles son tan amplias como avenidas a diferencia de los municipios vecinos, las viviendas están integradas por construcciones recientes de adobe, cemento y en menor cantidad de madera; El cuadro principal de la Villa está franqueado por la Presidencia Municipal la cual cuenta con un edificio de más de 16m de altura, el parque central y una escuela Primaria.

### Museos
El Museo Comunitario General Francisco Lucas resume en sus tres salas la heroica lucha de los indios cuatecomacos, que aunque de carácter local, ha tenido repercusiones en la historia nacional. De hecho, la lucha de los indios cuatecomacos en pos de la libertad fue un paradigma ideológico del liberalismo.
En la planta baja del Palacio Municipal se encuentra el Museo Comunitario “Gral. Juan Francisco Lucas” el cual cuenta con 3 salas de exhibición permanente y una de exposiciones temporales, por el momento es el museo de más impacto en la Sierra Norte tanto por la inversión y por el valor histórico que guarda y preserva, catalogado como un Museo atípico en el Estado por no contener ni objetos de alguna cultura o de arte sino por documentos provenientes de la Batalla del 5 de mayo como por restos de soldados Austriacos caídos en esta región, armas y cañones así como de una reseña y documental del municipio y su participación en la intervención francesa en México.
En las vitrinas se podían observar al menos 71 piezas, entre armamento y vestidos de la época; 65 fotografías de los siglos arriba mencionados y 75 documentos de guerra, uno de ellos, considerado de gran valor por su contenido escrito, es la carta que Juan N. Méndez envió a Juan Francisco Lucas, informándolo sobre la invasión francesa, mismo que representa el mejor testimonio de la participación de Xochiapulco en la batalla del 5 de mayo.
En septiembre del 2012, con motivo de la inauguración del museo del Fuerte de Guadalupe, 25 de las principales piezas fueron prestadas por el Museo Comunitario de Xochiapulco, ya que existió un convenio de comodato y que vencía en el mes de diciembre del mismo año; las cuales no ha sido devueltas hasta la fecha.

### Personajes Ilustres
- Luis Antonio Díaz, Coronel de infantería, comandante en jefe del 2o Batallón Guardia Nacional de Xochiapulco desde 1865 a 1876, político.
- Juan Francisco Dinorín, teniente coronel de Infantería, 2o en Jefe del 2o Batallón Guardia Nacional de Xochiapulco y posteriormente comandante en jefe, político.
- Felipe Zaragoza, militar liberal, Capitán de infantería, político.
- Mariano de los Santos, Uno de los 4 Capitanes, comandantes del 2o Batallón Guardia Nacional de Xochiapulco.
- Nicolás Martín, Uno de los 4 Capitanes, comandantes del 2o Batallón Guardia Nacional de Xochiapulco.
- Martín Valerio, Uno de los 4 Capitanes, comandantes del 2o Batallón Guardia Nacional de Xochiapulco.
- Manuel Francisco Pérez, Uno de los 4 Capitanes, comandantes del 2o Batallón Guardia Nacional de Xochiapulco.
- Federico Dinorín Rivera (1879 - 1944) Militante revolucionario, maderista y posteriormente constitucionalista, político, diputado por el Distrito de Teziutlán al Congreso Constituyente de Querétaro en 1917.
- Juan Francisco Ramírez, teniente coronel de infantería, militante revolucionario, maderista, constitucionalista y posteriormente delahuertista, fue el comandante del "Batallón Xochiapulco" durante la Revolución Mexicana.
- Martín Rivera Torres, teniente coronel de infantería, militante revolucionario, maderista, constitucionalista y posteriormente delahuertista, nombrado teniente coronel por el presidente interino Adolfo de la Huerta.

### Bibliotecas
La biblioteca municipal se encuentra dentro del inmueble que tiempo atrás albergó la presidencia municipal, la cual cuenta con un acervo literario de orden escrito. A principios de 2000, Fundación Bill y Melinda Gates contribuyó a la integración de una red de internet dentro de dicha biblioteca; en el municipio se encuentran catalogadas 2 Bibliotecas dentro de la red nacional de Bibliotecas. Las cuales han sido inhabilitadas por seguridad, debido al Terremoto del 19 de septiembre de 2017.